# Jan Martínez Ahrens
Jan Martínez Ahrens (París, 1966) es un periodista español. Director del diario El País desde junio de 2025.

## Biografía
Licenciado en Filosofía por la Universidad de Valencia, cursó el máster en Periodismo patrocinado por el diario El País y la Universidad Autónoma de Madrid (UAM). También cursó un Programa de Desarrollo Directivo en el IESE Business School y fue alumno de la Fundación Nuevo Periodismo Iberoamericano (FNPI), patrocinada por Gabriel García Márquez.
Se incorporó al diario El País en el año 1992, primero en la Comunidad Valenciana y posteriormente en Madrid, donde trabajó en las secciones de sucesos y sociedad.
En los primeros días de junio de 2025 el Consejo de Administración de El País, presidido por Joseph Oughourlian, acordó proponerlo como nuevo director del periódico, siendo refrendado por la plantilla de redactores un día después. Sustituyó en el cargo a la periodista Pepa Bueno, directora desde julio de 2021.